# ウバポ
ウバポ（OuBaPo）は、1992年に設立されたフランスの漫画創作グループ。漫画（バンドデシネ）に「拘束」（contraintes）と呼ばれるさまざまな形式上の制約を設けることによる実験的な作品制作を行っている。「ウバポ」は「潜在漫画工房」(OUvroir de BAnde dessinée POtentielle)を略したもので、その名称および方法意識は、1960年にレーモン・クノーらによって設立された実験的な文学グループ「ウリポ」に倣っている。

## 沿革
1980年代の終わり頃、バンドデシネ作家ルイス・トロンダイムは、全編がひとつのコマのコピーで作られているLe dormeur（眠る人） や Psychanalyse（精神分析）、「抽象漫画」と銘打ち、作品から意味や言葉を廃し抽象的な図形の連続だけで作品を成立させたBleu（青） や La nouvelle pornographie（ヌーベル・ポルノグラフィー）といった実験的な作品群で評判を取っていた。Psychanalyse完成ののちには、トロンダイムは仲間の漫画家ジャン＝クリストフ・ムニュに促され、ムニュの描いた4つだけの文のないコマをもとにして物語を作る試みも行った。トロンダイムはこの4つのコマを組み合わせて（しばしば一種だけのコマを使い）20組の4コマ漫画を作り上げ、さらに新しい4種のコマを描くようムニュに頼み、このようにしてMoins d'un quart de seconde pour vivre（生きるための四分の一秒）が出来上がった。こうしたウリポの文学実験にも似たトロンダイムの実験的な漫画制作の成果がウバポ成立の基礎となった。
ムニュ、トロンダイムと他の6人の漫画家と、漫画史家のジル・シマンは、パリのアーティストが出入りするアトリエNawak（「Nawak」は「ナンセンス」を意味するスラング）で頻繁に会い、酒の席上で拘束を課した漫画制作について語り合った。こうして1992年にウバポは「拘束は芸術家の魂を自由にする」との標語のもとOu-x-poの傘下団体として設立され、ルイス・トロンダイムが関わった独立系漫画出版社アソシアシオンの出版物上で告知が行われた。
設立後の10年の間に、9人の設立メンバーは年に3度会合を行い、様々な拘束を作り出して作品制作を続けた。ウバポはスクロウバブルというボードゲームを作り出した。これはをスクラブルを基にしており、ただし文字の代わりに漫画のコマが用いられるものである。ウバポの最初の作品集『OuPus 1』は1997年に刊行され、2003年から2005年にかけてさらに3冊の作品集が出版された。加えてパリで数回の作品展示会も行われている。
2005年にトロンダイムとムニュとの間でグループの方針に関して仲違いが起こり、2006年秋にトロンダイムがグループを脱退した。その後2007年に設立メンバーの一人が、2008年に先述のシマンがそれぞれムニュとの意見の相違からグループを脱退している。2010年11月、ウバポの代表メンバーはレンヌで行われたウリポの50周年記念祝典に出席し、観衆の前でスクロウバブルの実演パフォーマンスを行った。

## ウバポの「拘束」の例
反復
同一のコマを繰り返して使用し、台詞部分のみ替えてひとつながりの物語を作るもの。
回文
作品を最後のコマまで読み、そこから折り返して逆向きにコマをたどって最初に戻ると一つの整合的な物語になっているというもの。
折りたたみ
読者がページを折りたたんで作品の一部を隠すと別の物語になるというもの。
クロス・ストリップ
縦方向、横方向、斜め方向に読むことによってそれぞれ別の物語が現われるもの。
逆さま
180度回転させると別の漫画作品になるもの。
水増し屋
最初に2コマからなる作品を書き、次にその前後と中間にコマを挿入して5コマの作品に、さらに増やして11コマに、というふうにコマの数を増やして描くもの。
しっぽ噛み
最後のコマと最初のコマがつながるようにするもの。
拡大
既存の漫画作品のコマとコマとの間に別の一連のコマを挿入し、別の物語を作るもの。
ハイブリッド作成
既存の漫画作品からコマや人物を抜き出し、それらを組み合わせて別の物語を作るもの（フランシス・エロールはスクイテン+ペータースの『闇の国々』の舞台に『夢の国のリトルニモ』の主人公を紛れ込ませて作品を作った）。
縮約
「拡大」とは逆に、既存の他者の長い漫画作品を解体し要約するもの（例えばシマンはエルジェの『タンタンの冒険 ファラオの葉巻』から6コマを抜き出して全体の要約を表した）。
図像的再解釈
他の作家の絵柄やキャラクターを借りて物語を再生産するもの。
S+7、N+7
ウリポで行われていたものの応用で、作中に出てくる物を、辞書のなかでその7つ先に記載されている別の物に置き換えるというもの（語彙的平行移動）。ウリポでは言葉で行われるが、ウバポでは絵の置き換えによって表現される。